# Arnald I Voratio
Annald I (Arnald-Barnabé) dit Voratio fou comte de Périgord i d'Angulema. El seu nom volia dir "devorador" perquè va recórrer tot el país com un llop devorant-ho tot.
Era fill (segon) de Bernat de Périgueux, comte de Périgord, net de Guillem comte de Périgord i besnet de Vulgrí I d'Angulema. A la mort de Guillem I Tallaferro d'Angulema el 945, els seus oncles Bernat de Périgord i Ademar (II), devien exercir com a tutors del jove Arnald II Manser (fill de Guillem I Tallaferro), però després els fills de Bernat (Arnald, Guillem, Ramnulf i Ricard) van aprofitar per usurpar el poder i es van proclamar comtes d'Angulema (un cinquè germà, Heli, havia estat empresonat). Arnald Manzer es va revoltar però en vida d'Arnald I la revolta no va tenir prou èxit, però a la mort vers el 962 d'Arnald i Guillem Talleyrand, els altres germans no foren tan efectius. El 975 el tercer germà Ramnulf o Ranulf de Périgueux fou derrotat i mort per Arnald II Manzer es va apoderar d'Angulema matant també a l'altra germà Ricard i a un germà de nom Gaubert. Al Périgord la successió va recaure en una germana (Heli i altres germans mascles ja haurien mort) de nom Emma (tenia una germana més petita de nom Sància) que va aportar el comtat del Périgord al seu marit Bosó I de la Marca.